# Sauvallia blainii
Sauvallia blainii C.Wright ex Hassk. – gatunek rośliny z monotypowego rodzaju Sauvallia (Sauvallea) C.Wright ex Hassk.  z rodziny komelinowatych. Występował endemicznie na obszarze prowincji Pinar del Río na zachodniej Kubie. Uznawany jest za wymarły.
Nazwa naukowa rodzaju honoruje Francisco Sauvalle'a, amerykańskiego botanika i malakologa, żyjącego w latach 1807–1879. 

## Morfologia
Wieloletnie, płożące rośliny zielne. Ulistnienie dwuszeregowe. Kwiaty wyrastające wierzchołkowo na pędzie, pojedynczo, wsparte przysadką. Okwiat sześciolistkowy. Sześć pręcików równej wielkości, o bródkowatych nitkach i szerokim łącznikiem. Zalążnia dwukomorowa, z dwoma zalążkami w każdej komorze. Owoce i nasiona nieznane.

## Systematyka
Gatunek z monotypowego rodzaju Sauvallia (Sauvallea), z plemienia Tradescantieae podrodziny Commelinoideae w rodzinie komelinowatych (Commelinaceae). 